# Ukpe-bayobiri
L'ukpe-bayobiri, bukpe ou ukpe, est une langue bendi parlée au Nigeria.

## Utilisation
L'ukpe-bayobiri est parlé par environ 21 500 personnes de tous âges en 2013, principalement dans les zones de gouvernement local d'Ikom et d'Obudu de l'État de Cross River au Nigeria. La plupart de ses locuteurs utilisent également l'alege et certains le bete-bendi, et il est utilisé comme langue seconde par les locuteurs de l'alege et de l'ubang.

## Caractéristiques
L'ukpe-bayobiri fait partie des langues bendi, un groupe de langues nigéro-congolaises, qui ont été classées parmi les langues cross river (c'est encore le cas pour Ethnologue), mais pour Roger Blench (en) et d'autres linguistes, elles font plutôt partie des langues bantoïdes méridionales (Glottolog reprend cette classification).
Il possède une similarité lexicale de 60 à 64 % avec l'ubang, de 60 à 65 % avec l'alege et de 35 % avec le bete-bendi.

### Dialectes
Il existe les dialectes de l'ukpe et du bayobiri (bayobre, bayobri). 